# Manuela Labaña
Manuela Labaña, död 1721, var en spansk skådespelare. Hon var engagerad vid de kungliga teatrarna i Madrid, Teatro de la Cruz och Teatro del Príncipe 1692-1717, och tillhörde de mer uppmärksammade scenartisterna under sin samtid. 
Manuela Labaña var medlem i en familj av skådespelare och var dotter till Manuel Labaña och Ángela García, och syster till Ángela och Antonio Labaña.